# Темниковское княжество
Темниковское княжество — средневековое феодальное татаро-мордовское государство, существовавшее предположительно с конца XIV до начала XVI века в том числе на землях, в дотатарскую, старорусскую эпоху принадлежавших Рязанскому княжеству в составе Старой Руси, Русского государства со столицей в Киеве.

## История
Основано князем Беханом около 1388 года. Стало главным княжеством так называемой Темниковской Мещёры — чингизидского государства конца XIII — начала XIV веков. Правителем княжества на протяжении веков оставался старший представитель старшей линии Беханидов. Город Темников, основанный на первоначальном месте (до переноса в 1536 году) на рубеже XIV—XV веков, стал новой столицей княжества после упадка Сарыклыча.
В середине XV века владения княжества доходили до истоков Суры в 300 км от Темникова.
В 1506—1526 годах княжество вошло в состав Русского государства с правами автономии. Привилегии «князей Темниковских» сохранялись до начала XVII века.

## Историография
Документальные подтверждения существования княжества обнаружены в 1990-е годы. Работы по истории государства вели пензенские краеведы С. Л. Шишлов и В. В. Первушкин, их выводы о существовании княжества подтвердили С. О. Шмидт, Я. Е. Водарский, О. А. Шватченко.